# Century Pacific Food
Century Pacific Food, Inc. è una multinazionale filippina di trasformazione agroalimentare con sede a Pasig.

## Storia
Il 25 ottobre 2013, Century Pacific Food, Inc. è stata costituita come sussidiaria di Century Pacific Group, Inc. (in precedenza il predecessore dell'azienda Century Canning Corporation) per consolidare il portafoglio di produzione alimentare di Century Pacific Group, Inc. È stata quotata alla Borsa delle Filippine il 6 maggio 2014. La società madre, Century Pacific Group, Inc., è stata fondata da Ricardo S. Po, Sr. (1931–2021) il 12 dicembre 1978 come Century Canning Corporation, la cui attività principale era la distribuzione e la vendita di prodotti ittici in scatola e lavorati derivati da tonno, sardine e pesce latte.

## Marchi
- 555
- Angel
- Argentina
- Birch Tree
- Blue Bay
- Century Quality
- Century Tuna
- Choco Hero
- Coco Mama
- Fresca
- Goodest
- Home Pride
- Hunt's (su licenza di Conagra Brands)
- Kaffe de Oro
- Ligo
- Lucky 7
- Proteus
- Shanghai
- Swift
- unCheese
- unMeat
- Vita Coco (distribuzione)
- Wow

## Società controllate
- General Tuna Corporation
- Snow Mountain Dairy Corporation
- Allforward Warehousing, Inc.
- Century Pacific Agricultural Ventures, Inc.
- Century Pacific Seacrest, Inc.
- Century Pacific Food Packaging Ventures, Inc.
- Centennial Global Corporation
- Cindena Resources Limited
- Century (Shanghai) Trading Company Limited
- Century International (China) Company Limited
- Century Pacific North America Enterprises, Inc.